# 菊陽バイパス
菊陽バイパス（きくようバイパス）は、熊本県菊池郡菊陽町から熊本市北区に至る国道57号のバイパス道路である。

## 概要
- 距離 6.7㎞
- 起点 熊本県菊池郡菊陽町
- 終点 熊本県熊本市北区龍田町
- 車線 4車線

## 沿革
- 1992年4月14日　全線開通[1]。

## 周辺情報
- 菊池南消防署
- 菊陽町役場
- 菊陽町立菊陽中学校
- 菊陽町立菊陽中部小学校

## 接続路線
- 熊本県道337号熊本菊陽線
- 熊本県道209号曲手原水線
- 熊本県道138号辛川鹿本線
- 熊本県道311号新山原水線
- 熊本県道316号住吉熊本線